# Сызранская ТЭЦ
Сызранская ТЭЦ — крупное энергетическое предприятие в городе Сызрань, Самарская область.
ТЭЦ является подразделением Волжской территориальной генерирующей компании.

## История
Строительство Сызранской ТЭЦ было утверждено в марте 1939 года, но строительство станции было прервано в связи с Великой Отечественной войной. После окончания войны строительство ТЭЦ было возобновлено, и 31 декабря 1947 года был пущен в эксплуатацию первый турбогенератор. Сызранская ТЭЦ стала первой в Европе станцией, работающей на сланце.
Сызранская ТЭЦ обеспечивает энергоснабжение предприятий нефтехимического комплекса города и теплоснабжение жилого массива, в котором проживает большая часть населения Сызрани. Является производственным предприятием филиала "Самарский" компании ПАО "Т Плюс".

## Перспективы
В феврале 2008 года совет директоров «ВоТГК» одобрил заключение первого договора подряда.
В течение года компания-подрядчик (ОАО «Самарское производственно-ремонтное предприятие») начала строительство парогазовой установки. Окончание планировалось в 2010 году. Из-за некомпетентности подрядчика стоимость работ увеличилась до 22 млрд руб, а срок их окончания передвинулся на 2012 год. После ввода в работу блока ПГУ установленная электрическая мощность Сызранской ТЭЦ вырастет с 200 МВт до 455 МВт.

## Происшествия
- 2 апреля 2011 года на градирне строящегося энергоблока произошёл пожар[4].

## Перечень основного оборудования
| Агрегат                              | Тип                      | Изготовитель                                               | Количество | Ввод в эксплуатацию | Основные характеристики | Основные характеристики | Источники   |
| Агрегат                              | Тип                      | Изготовитель                                               | Количество | Ввод в эксплуатацию | Параметр                | Значение                | Источники   |
| ------------------------------------ | ------------------------ | ---------------------------------------------------------- | ---------- | ------------------- | ----------------------- | ----------------------- | ----------- |
| Оборудование паротурбинных установок |                          |                                                            |            |                     |                         |                         |             |
| Паровой котёл                        | ТГМЕ-464                 | Таганрогский котельный завод «Красный котельщик»           | 2          | 1986 г. 1989 г.     | Топливо                 | газ                     | [ 2 ]       |
| Паровой котёл                        | ТГМЕ-464                 | Таганрогский котельный завод «Красный котельщик»           | 2          | 1986 г. 1989 г.     | Производительность      | 500 т/ч                 | [ 2 ]       |
| Паровой котёл                        | ТГМЕ-464                 | Таганрогский котельный завод «Красный котельщик»           | 2          | 1986 г. 1989 г.     | Параметры пара          | 140 кгс/см2, 560 °С     | [ 2 ]       |
| Паровой котёл                        | ТГМЕ-428                 | Таганрогский котельный завод «Красный котельщик»           | 1          | 1996 г.             | Топливо                 | газ                     | [ 2 ]       |
| Паровой котёл                        | ТГМЕ-428                 | Таганрогский котельный завод «Красный котельщик»           | 1          | 1996 г.             | Производительность      | 500 т/ч                 | [ 2 ]       |
| Паровой котёл                        | ТГМЕ-428                 | Таганрогский котельный завод «Красный котельщик»           | 1          | 1996 г.             | Параметры пара          | 140 кгс/см2, 560 °С     | [ 2 ]       |
| Паровая турбина                      | Р-50-130/13              | Ленинградский металлический завод                          | 1          | 1986 г.             | Установленная мощность  | 35 МВт                  | [ 1 ] [ 2 ] |
| Паровая турбина                      | Р-50-130/13              | Ленинградский металлический завод                          | 1          | 1986 г.             | Тепловая нагрузка       | 150 Гкал/ч              | [ 1 ] [ 2 ] |
| Паровая турбина                      | Т-110/120-130-5          | Уральский турбинный завод                                  | 1          | 1991 г.             | Установленная мощность  | 110 МВт                 | [ 1 ] [ 2 ] |
| Паровая турбина                      | Т-110/120-130-5          | Уральский турбинный завод                                  | 1          | 1991 г.             | Тепловая нагрузка       | 175 Гкал/ч              | [ 1 ] [ 2 ] |
| Водогрейное оборудование             |                          |                                                            |            |                     |                         |                         |             |
| Водогрейный котёл                    | КВГМ-100                 | Дорогобужский котельный завод Белгородский котельный завод | 3          | 1980—1982 г.        | Топливо                 | газ                     | [ 2 ]       |
| Водогрейный котёл                    | КВГМ-100                 | Дорогобужский котельный завод Белгородский котельный завод | 3          | 1980—1982 г.        | Производительность      | 100 Гкал/ч              | [ 2 ]       |
| Оборудование парогазовых установок   |                          |                                                            |            |                     |                         |                         |             |
| Газовая турбина                      | PG6111FA                 | General Electric                                           | 2          | 2012 г.             | Топливо                 | газ                     | [ 1 ] [ 2 ] |
| Газовая турбина                      | PG6111FA                 | General Electric                                           | 2          | 2012 г.             | Установленная мощность  | 76,5 МВт                | [ 1 ] [ 2 ] |
| Газовая турбина                      | PG6111FA                 | General Electric                                           | 2          | 2012 г.             | tвыхлопа                | — °C                    | [ 1 ] [ 2 ] |
| Котёл-утилизатор                     | КУП 110/15-8/0,7-540/200 | IEG (Словакия)                                             | 2          | 2012 г.             | Производительность      | 115 т/ч                 | [ 2 ]       |
| Котёл-утилизатор                     | КУП 110/15-8/0,7-540/200 | IEG (Словакия)                                             | 2          | 2012 г.             | Параметры пара          | 78 кгс/см2, 540 °С      | [ 2 ]       |
| Котёл-утилизатор                     | КУП 110/15-8/0,7-540/200 | IEG (Словакия)                                             | 2          | 2012 г.             | Тепловая мощность       | — Гкал/ч                | [ 2 ]       |
| Паровая турбина                      | SST-600                  | Siemens                                                    | 1          | 2012 г.             | Установленная мощность  | 74,4 МВт                | [ 1 ] [ 2 ] |
| Паровая турбина                      | SST-600                  | Siemens                                                    | 1          | 2012 г.             | Тепловая нагрузка       | 259 Гкал/ч              | [ 1 ] [ 2 ] |